# Jimmy Eat World
Jimmy Eat World er et band fra USA med sange som In The Middle, Bleed American og Work.

## Fodnoter
1. 1 2  Leahey, Andrew. "Biography - Jimmy Eat World". All Music Guide. Arkiveret fra originalen 10. januar 2016. Hentet 24. oktober 2007.
2. ↑  Ryan, Chris. "Jimmy Eat World: Biography : Rolling Stone". Rolling Stone. Arkiveret fra originalen 1. november 2007. Hentet 24. oktober 2007.
3. ↑  Wood, Mikael (23. oktober 2007). "Emo "Elder" Statesmen Jimmy Eat World and Thrice by Mikael Wood". The Village Voice. Arkiveret fra originalen 26. oktober 2007. Hentet 24. oktober 2007.
4. ↑  La Gorce, Tommy (14. august 2005). "Finding Emo". The New York Times. Hentet 24. oktober 2007.

- Wikimedia Commons har flere filer relateret til Jimmy Eat World

| Musikgruppe | Spire Denne artikel om en amerikansk musikgruppe er en spire som bør udbygges. Du er velkommen til at hjælpe Wikipedia ved at udvide den. |